# Wilhelm von Sobeck
Wilhelm Wichard Carl Gottfried Julius Franz Freiherr von Sobeck (* 25. Mai 1799 in Kruckow; † 27. August 1875 ebenda) war ein deutscher Gutsbesitzer, Politiker und Abgeordneter im Preußischen Herrenhaus.

## Leben
Er stammte aus dem Adelsgeschlecht Sobeck von Kornitz. Sein Großvater war der preußische Generalmajor Karl Franz von Sobeck. Als Sohn des Gutsbesitzers, preußischen Kammerherrn und Kreisdeputierten Peter Freiherr von Sobeck (1773–1847) und dessen erster Frau Jeanette von Jordan († 1805) geboren, studierte von Sobeck Kameralwissenschaften in Göttingen, Halle und Greifswald. Während seines Studiums wurde er 1818 Mitglied der Halleschen Burschenschaft und 1819 des Corps Guestphalia Halle. Nach seinem Abschluss verwaltete er seine Güter in Kruckow mit Marienfelde, Tutow mit Wirow (wahrscheinlich handelt es sich um Wittenwerder), Zemmin und Barkow im Demminer Kreis und Kösternitz im Kreis Schlawe.
Wilhelm von Sobeck war Kreisdeputierter des Kreises Demmin. 1851 wurde er im Wahlkreis Pommern 1 (Demmin/Usedom/Ueckermünde) Abgeordneter der Ersten Kammer des Preußischen Landtags. Im Jahre 1854 wurde er auf Präsentation des alten und des befestigten Grundbesitzes im Landschaftsbezirk Herzogtum Stettin Mitglied des neugebildeten Preußischen Herrenhauses, dem er bis zu seinem Tod angehörte.

## Familie
Er war seit 1831 mit Marie von Quillfeldt (* 11. Oktober 1810; † 1. Januar 1889) verheiratet. Der Ehe entstammten drei Söhne und drei Töchter:
- Hedwig Karoline Jeannette Anna (* 5. September 1832; † 3. Juli 1918) ⚭ 1854 Otto von Diepenbroick-Grüter (* 1819; † 1870), preußischer Generalmajor
- Ernst Franz Ulrich Max (* 8. September 1834)

⚭ 1867 (Scheidung 1871) Veronika von Hagen
⚭ 1880 Magarethe Ferdinand Auguste Helene von Arnim (* 11. Oktober 1860; † 28. Januar 1897)
- Ernst Hans Peter Franz (* 15. Juli 1838)
- Elfriede Caroline Curtine Betty (* 13. November 1841) ⚭ 1862 Karl Freiherr von Senden, Rittergutsbesitzer und Mitglied des Herrenhauses
- Amelie Angelika Franziska Clara (* 1. März 1844) ⚭ Fedor von Thermo (* 1831; † 1904), Herr auf Bornsdorf
- Hugo Gottfried Wilhelm Axel (* 17. November 1848) ⚭ 1875 Freiin Marie von Brockdorff (* 18. September 1855; † 9. April 1904)

## Ehrungen
- Preußischer Roter Adlerorden, 4. Klasse
- Ehrenritter des Johanniterordens seit 1854[4]